# Pentaceraster magnificus
Pentaceraster magnificus är en sjöstjärneart som först beskrevs av Shoji Goto 1914.  Pentaceraster magnificus ingår i släktet Pentaceraster och familjen Oreasteridae. Inga underarter finns listade i Catalogue of Life.